# Султан Хан-Гирей
Султа́нов Хан-Гире́й (полное имя Крым-Гирей Махмет Гиреев Хан-Гирей);1808, аул Гривенско-Черкесский, Черкессия — 8 (20) октября 1842, аул Тлюстенхабль, Черкессия) — князь, представитель одной из младших ветвей крымской ханской династии Гиреев (чингизид), и одновременно представитель адыгской аристократии, этнограф, фольклорист, искусствовед, создатель азбуки родного языка, автор проектов по «гражданскому устройству» своего народа, своими произведениями внес значительный вклад в адыгскую культуру и адыгскую литературу, считается одним из основоположников адыгской этнографии и исторической науки.

## Краткая биография
Третий сын Султана Мехмеда (Мамата) Хан-Гирея (? — 1821). Братья — Султан Шаган-Гирей (1808—1827), Султан Сагат-Гирей (1809—1856) и Султан Адиль-Гирей (1819—1876).
- Родился в 1808 году, в ауле Гривенско-Черкесский, в Черкесии (ныне Краснодарский край). Окончил в Петербурге кадетский корпус, служил в различных офицерских чинах.
- 1837 году — вступил в должность командира Кавказско-горского полуэскадрона Собственного Его Императорского Величества конвоя (СЕИВК). Был назначен полковником и флигель-адъютантом императора Николая I. Позже был назначен командиром СЕИВК[2].
- 1837—1840 гг. — участвовал в войнах, ведшихся Россией за рубежом (русско-персидская, русско-турецкая, Польша).
- Хан-Гирей не принимал участия в военных событиях на Кавказе. Однако эти события его безусловно волновали и чтобы остановить кровопролитие он разработал проект мирного завоевания Кавказа, который не получил должного рассмотрения. Позже, сенатор Филипсон, Григорий Иванович написал об этом в своих воспоминаниях[2] -

«Возвращаюсь к весне 1837 года.»
когда Вельяминов был уже там. Он молча ходил взад и вперед, по временам косясь на мой портфель; наконец, не выдержал и спросил с неудовольствием: «Да что это у тебя, дражайший, сегодня так много к докладу?». Тогда только я спохватился. — «Это, ваше превосходительство, проект покорения Кавказа флигель-адъютанта полковника Хан-Гирея, присланный военным министром на ваше заключение».— «А, пусто-болтанье! Положи, дражайший, на стол, я рассмотрю».
Я положил в одно из отделений его письменного стола и более года видел его там же, только с возраставшим слоем пыли.

- 1841 год — был послан на Кавказ для агитации горцев в пользу царя. Ультимативный характер требований русского самодержца Хан-Гирей не разделял, однако считал целесообразным присоединение к России. В выполнении этого поручения он не преуспел, потому, по возвращении в Петербург, он подал в отставку.
- 1842 год, — то есть несколько месяцев спустя, осенью 1842 года, Хан-Гирей умер в своем доме в родном ауле Тлюстенхабль (там же и похоронен).

Единственный сын — Султан Мурат-Гирей (1842—1863), чиновник 14-го класса Азиатского департамента.
После смерти Хан-Гирея его вдова Султанша Тукай получила пенсию в размере 500 рублей серебром в год и единовременное пособие в сумме 1000 рублей серебром. Вдова с сыном Муратом проживала в ауле Гривенско-Черкесский. Опекал их младший брат Султан Адиль-Гирей.

## Родители
Мать — Биче, вторая жена Магомет-Гирея.
Бабушка — Княгиня Канитат (адыгского, княжеского происхождения), родная тетка по отцу Магомет-Гирея. Отец — Султан Магомет-Гирей (чингизид).
Указом российского императора Александра 1 от 23 декабря 1816 года Магомет-Гирею был присвоен чин войскового старшины, при этом в указе говорилось:

«этот чин жалуется за приверженность его России и желании остаться в нашей службе, несмотря на выгодные предложения от турецкого правительства ему сделанное»

## Произведения
Хан-Гирею принадлежат следующие произведения:
- Историко-этнографическое сочинение «Записки о Черкесии». 1836 г.
- Повесть «Черкесские предания» (Русский вестник. 1841. Т. 2).
- Нравоописательный очерк «Вера, нравы, обычаи, образ жизни черкесов» (Там же. 1842. Т. 5.).
- Повесть «Князь Канбулат» (Там же. 1844. № 10-11).
- Повесть «Наезд Кунчука» (Кавказ. 1846; перепеча тана в «Русском инвалиде», 1846 г:, в сборнике газеты «Кавказ» за II полугодие 1846 г., в журнале «На Кавказе». 1909, т. 1).
- Мифология черкесских народов — отрывок из очерка «Вера, нравы, обычаи, образ жизни черкесов» (Кавказ, ; 1846; перепечатан в сборнике газеты «Кавказ» за II полугодие 1846 г.).
- Нравоописательно-биографический очерк «Бесльний Абат» (Кавказ. 1847. № 42-48; перепечатан в сборнике! газеты «Кавказ» за II полугодие 1847 г.).
- Нравоописательно-биографический очерк «Князь Пшьской Аходягоко» (Сборник материалов для описания местностей и племен Кавказа. 1893. № 17).

Большинство произведений издано посмертно. Его произведения публиковались в известных периодических изданиях Петербурга, Москвы и Кавказа, использовались кавказоведами в России и за рубежом. Кроме вышеуказанных, некоторые его известные литературные произведения ещё разыскиваются.
Некоторые его рукописи в настоящее время находятся на исследовании у научных сотрудников института адыговедения — Адыгейского республиканского института гуманитарных исследований имени Т. М. Керашева.
Своими произведениями Хан-Гирей увековечил себя в памяти своего народа. 2008 году — в Пятигорском «Доме национальных культур» состоялся вечер, посвященный 200-летию Султана Хан-Гирея.